# باشگاه فوتبال اوراس باتنه
باشگاه فوتبال اوراس باتنه (عربی: شباب أوراس باتنة) یک باشگاه فوتبال در شهر باتنه، الجزایر است.
این باشگاه که در سال ۱۹۳۲ تأسیس شده سابقه ۲ نایب قهرمانی در جام حذفی فوتبال الجزایر را در کارنامه دارد.